# Iglesia de San Juan Bautista (Taguig)
La Iglesia de San Juan Bautista, comúnmente conocida como Santuario de Bambú (Dambanang Kawayan en tagalo), es una iglesia parroquial católica, situada en el Barangay Ligid-Tipas en la ciudad de Taguig, en el país asiático de Filipinas.
Esta iglesia de Tipas antiguamente pertenecía a la Parroquia Inmaculada Concepción de Pasig y posteriormente fue transferida a la Ermita de Santa Ana en Santa Ana, en la ciudad de Taguig. El 17 de noviembre de 1969, el cardenal Rufino Jiao Santos formalmente erigió la parroquia bajo la advocación de San Juan Bautista.